# 土屋伝作
土屋 伝作（つちや でんさく、1893年〈明治26年〉3月7日 - 没年不詳）は、朝鮮総督府官僚。税理士。

## 経歴
山梨県出身。1914年（大正3年）、東京帝国大学農科大学獣医学実科を卒業。朝鮮に渡って逓信書記となり、1921年（大正10年）に高等試験行政科に合格した。黄海道内務部学務課長、咸鏡南道内務部学務課長、同地方課長、平安南道地方課長、全羅北道財務部長、黄海道警察部長、全羅南道警察部長を歴任した。1932年、総督官房外事課勤務となり、新京、奉天に駐在した。咸鏡北道内務部長を経て、1934年に釜山府尹に就任し、さらに大邱税務監督局長に転じた。
退官後、朝鮮金融組合連合会理事・事業部長を務めた。戦後は、税理士を開業し土屋税理会計事務所長を務めた。